# 사회화

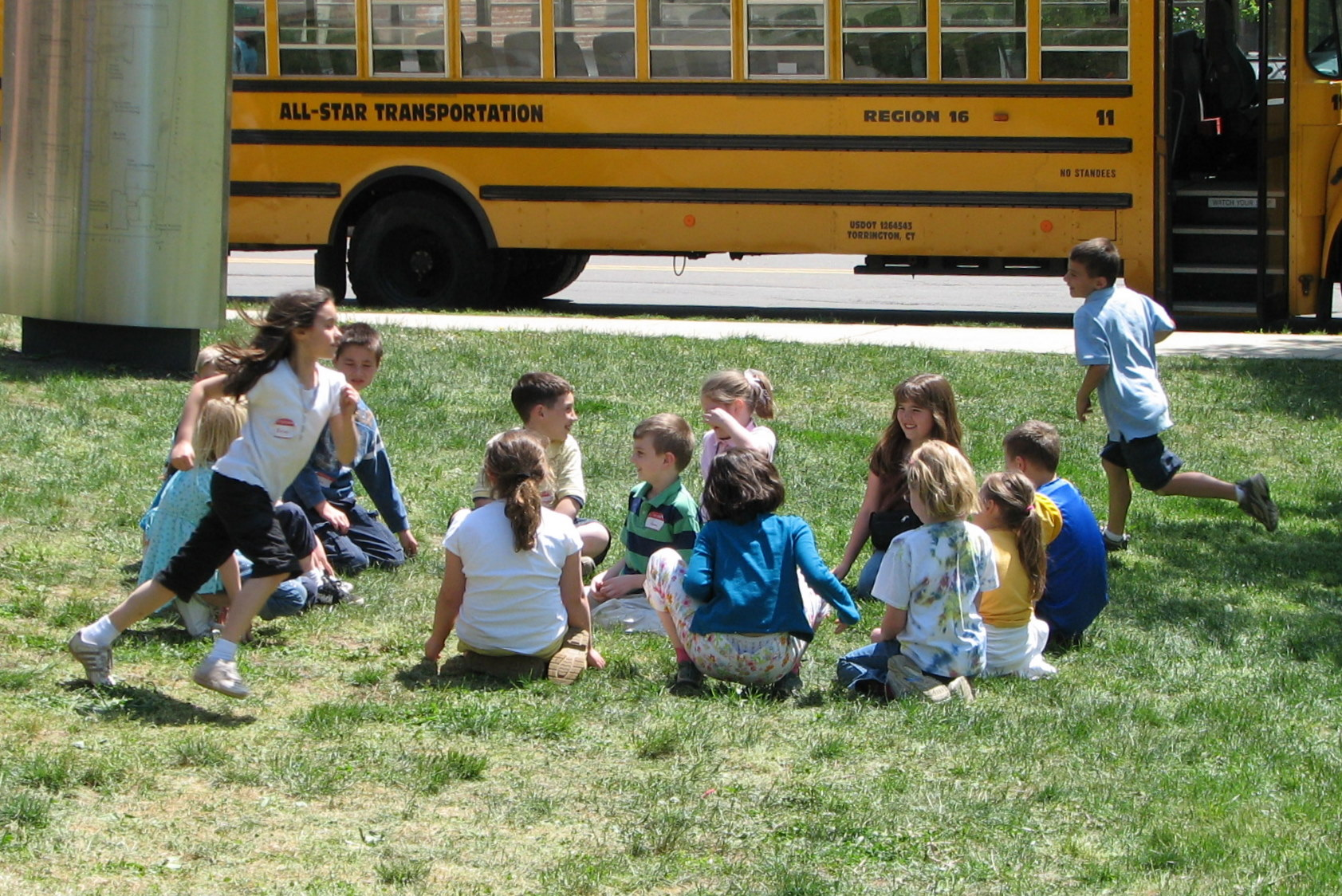

사회화란 사회에 적응하며 살아가기 위해서 사회 구성원들과의 상호 작용을 통해 사회 생활에 필요한 가치, 기술, 지식, 규범들을 학습하는 것을 말한다.
인간은 사회화를 통해 인간다운 품성과 자질을 획득해 나가며 사회적 존재로 살아갈 수 있다. 즉, 사회화를 통해 개인은 사회에 적응할 수 있으며 동시에 사회를 존속시킬 수 있다. 사회화는 특정 시기에만 이루어지는 것이 아니다. 유아기나 아동기, 청소년기 등에 특히 집중적으로 이루어지기는 하지만 사회화는 평생에 걸쳐서 이루어진다. 우리가 사는 사회는 끊임없이 변화되고 있고, 이로 인해 새롭게 등장한 지식과 가치 등을 학습하는 것은 변화된 사회에 적응하기 위해 누구에게나 필요한 일이기 때문이다. 이처럼 사회 변화에 맞추어 과거와는 다른 새로운 규범과 가치, 지식 등을 내면화하는 것을 재사회화라고 한다.

## 사회화를 보는 다양한 관점
사회화를 보는 데에는 사회 구조가 개인의 사회화에 영향을 미친다는 거시적 관점과 개인 혹은 집단과의 상호 작용에 의해 사회화가 이루어진다는 미시적 관점이 있다. 거시적 관점인 기능론과 갈등론, 미시적 관점인 상징적 상호 작용론에서 각각 사회화를 보는 관점이 달라진다.
기능론적 관점에서는 사회화를 사회 구조의 안정과 질서를 유지하는 데 필요한 과정으로 파악한다. 사회화의 내용이나 방법 등은 개인과 사회의 필요에 의해 합의된 것이며, 사회화를 통해서 사회는 존속, 유지되고 동시에 개인은 사회적으로 바람직한 방법으로 욕구 충족을 하며 자아실현을 할 수 있다는 것이다.
갈등론적 관점에서는 사회화를 통해 불평등 구조가 유지된다고 본다. 기득권을 갖고 있는 집단이 자신들의 지배 체제를 유지하기 위하여 그들에게 유리한 이데올로기를 교묘하게 학습시킨다는 것이다. 사회화를 통해 특정 집단에 유리한 가치 체계를 학습시키고 , 피지배 집단으로 하여금 자신들이 지배받는 것을 당연하게 받아들이게 함으로써 현재의 불평등한 구조를 정당화하려고 한다는 것이다.
미시적 관점 중 하나인 상징적 상호 작용론은 사회 구성원들 간의 상호 작용을 통해 사회화가 이루어지는 과정에 초점을 맞춘다. 개인은 일상의 다양한 상황에서 접하는 타인의 눈을 통해 사회화된 자아를 형성해 가는데, 자신과 접하는 타인들의 반응에 따라 어떻게 생각하고 행동하는 것이 바람직한지 내면화하게 되며, 이 과정이 사회화라는 것이다.

## 사회화의 종류
1. 예기적 사회화 : 특정한 신분이 되기 전에 그 신분에 알맞은 생각과 행동을 학습하거나 되는 것을 말한다.
예) 대학교 OT는 보통 입학 전에 실시한다. 즉 엄밀히 말해서 대학생이 되기 전에 실시된다. 따라서 이 경우도 예기적 사회화로 볼 수 있다.
2. 탈사회화와 재사회화 : 재사회화는 지위와 생활양식의 변화로 다시 새로운 생활양식이나 행동규범을 학습하는 과정을 말하고, 탈사회화는 자신이 전에 몸담고 있던 사회의 규범이나 행동양식에서 벗어나는 과정을 말한다. 이 둘의 특성으로 인해 탈사회화와 재사회화는 거의 동시에 진행된다.
예) 군대의 입대 : 군대에 입대하면 그때까지 갖고있던 말, 행동을 버리고(탈사회화) 군대에서 행하는 언어, 행동을 습득(재사회화)해야 한다.
3. 차별 사회화 : 사회 자체가 권력적이어서, 구성원들이 권력 차이(차별)을 인정하도록 사회화되는 것을 말한다.
예) 성 : 현모양처, 종: 백인은 흑인보다 우월하다. 등

## 같이 보기
- 문제